# Nadjem Chabab Magra
Maillots
Actualités
Dernière mise à jour : 26 décembre 2024.
Le Nadjem Chabab Magra(en arabe : نجم شباب مڨرة), plus couramment abrégé en NC Magra ou encore en NCM, est un club algérien de football fondé en 1998 et basé dans la commune de Magra dans la Wilaya de M'Sila.

## Histoire
Le club est créé en 1998 ; Et au bout d'une demi-douzaine de saisons, il accède à l'issue de la saison 2002-2003 au 3e palier des divisions en l'occurrence le Championnat Régional 1. Depuis le Nadjem évolue constamment en D3 algérienne jusqu'en 2018, où il parvient à réaliser une première accession en Ligue 2. L'année suivante, le club crée l'exploit en accédant en Ligue 1 pour la première fois de son histoire.
En 2004, le Nadjem Chabab Magra, pensionnaire de la Régional 1 (D3), se fait connaître par le grand public en atteignant pour la première fois de son histoire, les demi-finales de la Coupe d'Algérie, et affronte à l'occasion le plus prestigieux club d'Algérie, la JS Kabylie au stade Messaoud-Zeghar d'El Eulma ; le NCM fût éliminé après une défaite sur le score de 3-0.
Lors de la saison 2020-2021, le club atteint la finale de la Coupe de la Ligue et perd le titre face encore une fois à la JS Kabylie aux séances de tirs au but.

## Palmarès
| Compétitions nationales |
| --- |
| \| - Ligue 2 : - Vice-champion : 2018-19. - DNA (1) : - Champion Gr. centre : 2017-18. - Coupe de la Ligue : - Finaliste : 2020-2021. \| |
| - Ligue 2 : - Vice-champion : 2018-19. - DNA (1) : - Champion Gr. centre : 2017-18. - Coupe de la Ligue : - Finaliste : 2020-2021.       |

### Classement saison par saison
- 1999-00 : ?
- 2000-01 : ?
- 2001-02 : ?
- 2002-03 : D4, ?
- 2003-04 : D3 Batna, 1re
- 2004-05 : D3 Est, 7e
- 2005-06 : D3 Est, 11e
- 2006-07 : D3 Est, 13e
- 2007-08 : D3 Est, 4e
- 2008-09 : D3 Est, 2e
- 2009-10 : D3 Est, 6e
- 2010-11 : D3 Centre-Est, 11e
- 2011-12 : D3 Est, 5e
- 2012-13 : D3 Est, 9e
- 2013-14 : D3 Est, 9e
- 2014-15 : D3 Est, 4e
- 2015-16 : D3 Est, 4e
- 2016-17 : D3 Est, 4e
- 2017-18 : D3 Centre, 1er
- 2018-19 : D2, 2e
- 2019-20 : D1, 16e
- 2020-21 : D1, 9e
- 2021-22 : D1, 13e
- 2022-23 : D1, 11e
- 2023-24 : D1, 12e
- 2024-25 : D1, 15e
- 2025-26 : D2, e

## Logos et couleurs

### Anciens logos
Les couleurs du Nadjem Chabab Magra sont le Bleu et le Blanc.

Ancien logo du club
Ancien logo du club
Ancien logo du club
Logo actuel du club

## Structures du club

### Stade
Le Nadjem Chabab Magra joue ses matches à domicile au stade des Frères Boucheligue.